# ¿A qué venimos sino a caer?
¿A qué venimos sino a caer? je studiové album amerického hudebníka Jonathana Richmana. Vydáno bylo 9. prosince roku 2008 společností Munster Records. Richman převážnou část písní z desky nazpíval ve španělštině, jsou zde však i písně s texty v angličtině, francouzštině a italštině. Vydáno bylo jak na kompaktním disku, tak i na dlouhohrající gramofonové desce. Kromě dříve nevydaných písní obsahuje deska také písně s textem přeloženým do jiného jazyka, než v němž byla uvedena poprvé (například „Vampiresa mujer“ je španělsky zpívaná verze písně „Woman Vampire“).

## Seznam skladeb
| Pořadí | Název                              | Délka |
| ------ | ---------------------------------- | ----- |
| 1.     | ¿A qué venimos sino a caer?        |       |
| 2.     | Es como el pan                     |       |
| 3.     | Vampiresa mujer                    |       |
| 4.     | Celestial                          |       |
| 5.     | Le printemps des amoureux est venu |       |
| 6.     | Cosi veloce                        |       |
| 7.     | El joven se estremece              |       |
| 8.     | Yo tengo una novia                 |       |
| 9.     | In che mondo viviamo               |       |
| 10.    | Silence alors, silence             |       |
| 11.    | My baby loves loves loves me       |       |
| 12.    | Ha muerto la rosa                  |       |

## Obsazení
- Jonathan Richman – zpěv, kytara
- Tommy Larkins – bicí